# Romualdas Ramoška
Romualdas Ramoška ist ein litauischer Politiker und Diplomat. 1992 war er kommissarisch Minister für Handel und Materialressourcen Litauens im Kabinett Abišala. Bis 1996 war Ramoška litauischer Botschafter in der Ukraine und Republik Moldau. Er wurde von Algirdas Brazauskas wegen einer möglichen Urkundenfälschung zurück berufen.